# 日本医科大学
日本医科大学（にほんいかだいがく、英語: Nippon Medical School、公用語表記: 日本医科大学）は、東京都文京区千駄木1丁目1番5号に本部を置く日本の私立大学。1876年創立、1926年大学設置。大学の略称は日本医科大、日本医大、日医大、日医、NMS。西洋医師の養成を目的として長谷川泰が1876年に私立医学校「濟生學舎」を創立して以来、150年に渡って医師、医学者を養成してきた日本最古の私立医学教育機関。

## 概要
日本医科大学は、1876年(明治9年)に長谷川泰により創設された私立医学校「済生学舎（濟生學舎）」を前身とし、創立145年を超える日本最古の私立医科大学である。1903年（明治36年）8月31日、済生学舎創立者長谷川泰による済生学舎廃校宣言直後に創立者山根正次によって設立された「済生学舎同窓医学講習会」、「医学研究会」、日本医学校の設立や私立東京医学校との合併、専門学校令による旧制日本医学専門学校の時代を経て、1926年（大正15年）の大学令によって旧制日本医科大学となる。戦前に大学令によって旧制大学に昇格したのは私立医大では3校であり、慶應義塾大学医学部、東京慈恵会医科大学と共に、私立医大御三家と称されることがある。なお、東京女子医科大学は前身の済生学舎出身の吉岡弥生(1892年卒)によって創立され、東京医科大学は日本医学専門学校から袂を分かった人々によって創立され、埼玉医科大学は卒業生の丸木清美により設立された経緯がある。また、日本医科大学は2001年（平成13年）に私立医科大学として初めて大学院重点化宣言をし、現在まで継続して大学院の重点的整備を行っている。

## 出身者
卒業生には、癌の免疫療法薬の1つである丸山ワクチンを開発した丸山千里（1928年卒）、ベルリン大学医学部で東洋人として初めて教授資格を取得した肥沼信次（1934年卒）、ジョン・F・ケネディやマリリン・モンローの検死をおこなった米国ロサンゼルス郡検死局長のトーマス野口（1951年卒）、日本医師会・世界医師会の会長を務めた坪井栄孝（1952年卒）がいる。
医術開業試験の予備校のような存在だった済生学舎時代の出身者には、細菌学者である野口英世(1897年卒)や、日本細菌学会賞の一つにその功績を浅川賞として残している浅川範彦（1883年卒）、眼科学の内外の現教科書に小口病として掲載されている旧制愛知医科大学（現：名古屋大学医学部）学長にもなった小口忠太（1891年卒）、東京帝国大学の医化学助教授を経て旧制金沢医科大学（現：金沢大学医学部）学長となった須藤憲三（1893年卒）がいる。

## 建学の精神
- 済生救民（さいせいきゅうみん）
  - 「貧しくしてその上病気で苦しんでいる人々を救うのが、医師の最も大切な道である」という意味である。この建学の精神は、設立者である長谷川泰が佐倉藩の佐藤泰然の順天堂に入門して長崎でポンペから外科手術学を修得して帰ってきた佐藤尚中に西洋医学を学び、特にフーフェランドの内科書 Enchiridion Medicumの巻末にある「医学必携」に感銘し、「済生救民」思想を体得したことに端を発し、「私心を捨て、全ての人々を分け隔てなく助ける」という思想から定められ、済生学舎の名の由来ともなっており、今日の日本医科大学においても引き継がれている。

## 学是
- 克己殉公（こっきじゅんこう）
  - 「己を捨てて他の為に生くることもとより医道の本質なり（我が身を捨てて、己に打ち克ち、広く人々のために尽くす）」という意味である。

## 教育理念
- 愛と研究心を有する質の高い医師と医学者の育成

## 沿革
- 1876年（明治9年）4月 - 長谷川泰により、済生学舎設立。本校の前身となる。
- 1903年（明治36年）
  - 8月 - 済生学舎廃校宣言。
  - 9月 - 済生学舎同窓医学講習会組織。
- 1904年（明治37年）4月 - 済生学舎学生を救済するために山根正次衆議院議員（校長）らによって私立日本医学校設立。
- 1910年（明治43年）3月 - 私立東京医学校を合併。同年10月私立東京医学校跡地駒込（現千駄木校舎）に移転。翌11月付属駒込病院（現・付属病院）開院。
- 1912年（明治45年）7月 - 私立日本医学専門学校となる。
- 1919年（大正8年）8月 - 日本医学専門学校と改称。

- 1924年（大正13年）7月 - 付属飯田町医院（後の日本医科大学付属第一病院）開院。
- 1926年（大正15年）2月 - 大学令により日本医科大学に昇格。

旧大学令による医科大学は私立では日本医科大学、東京慈恵会医科大学、慶應義塾大学医学部の3校。公立は京都府立医科大学。8帝国大学医学部と6官立医科大学に加え、現中国医科大学の前身、満州医科大学の計19校。なお、9番目の帝国大学医学部である台北帝国大学医学部の創設は1936年（昭和11年）。

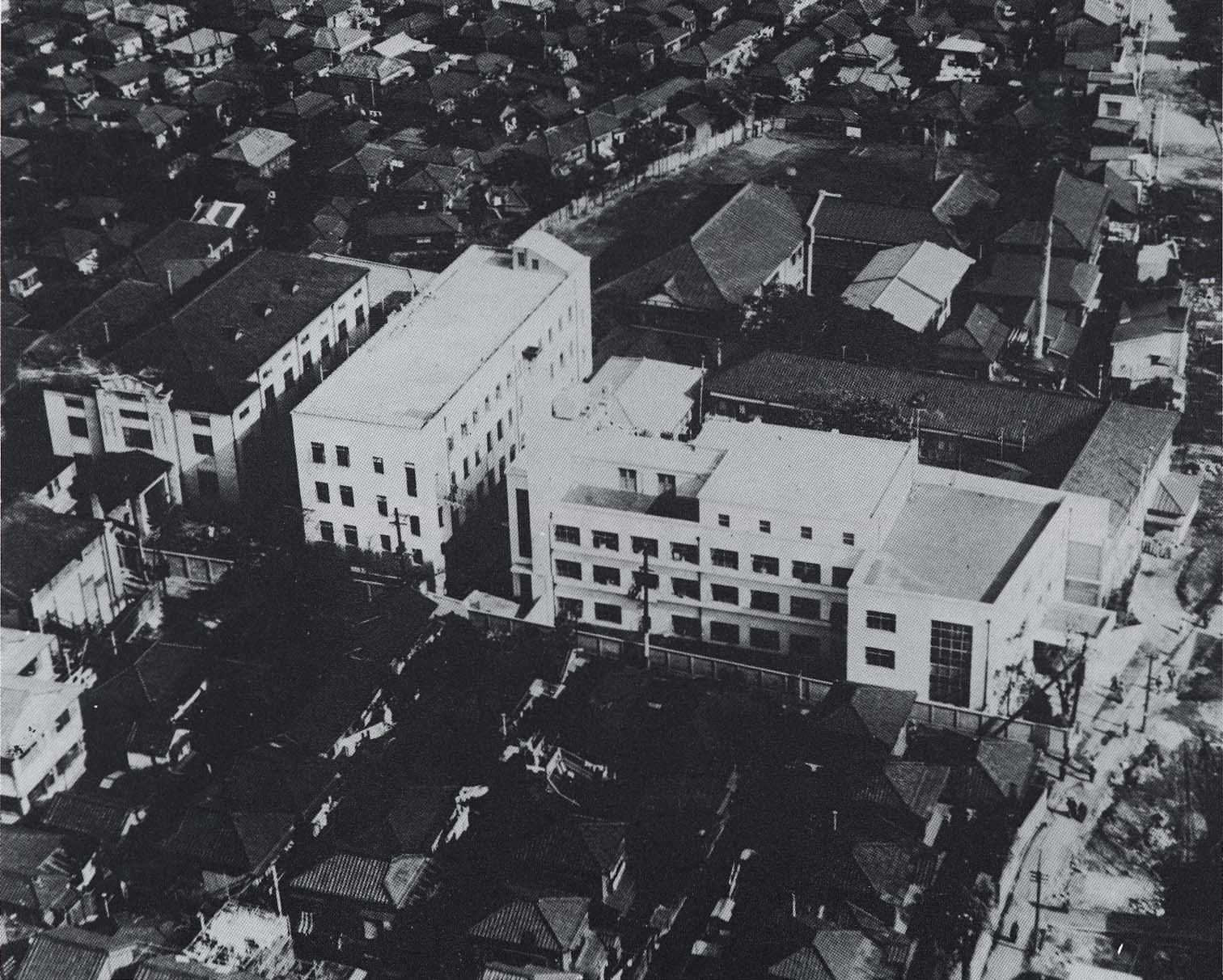
昭和初期の日本医科大学

- 1932年（昭和7年）4月 - 川崎市中原区小杉に予科移転。
- 1937年（昭和12年）12月 - 付属丸子病院（現・日本医科大学武蔵小杉病院）開院。
- 1945年（昭和20年）7月 - 山形県鶴岡市に疎開することとなり、鶴岡市立荘内病院の運営を市が本学に委託。1947年（昭和22年）秋まで日本医科大学付属荘内病院として運営された。
- 1952年（昭和27年）2月 - 学制改革により新制日本医科大学となる。日本獣医畜産大学を運営移管。

- 1977年（昭和52年）6月 - 付属多摩永山病院（現・日本医科大学多摩永山病院）開院。
- 1983年（昭和58年）11月 - 本学創立80周年記念式典挙行。
- 1986年（昭和61年）
  - 9月 - 創立80周年記念付属病院東館改築竣工。
  - 11月 - 済生学舎開校110年記念祭挙行。
- 1994年（平成6年）1月26日 - 付属千葉北総病院（現・日本医科大学千葉北総病院）開院[3][4]。
- 1997年（平成9年）10月 - 付属第一病院閉院。
- 2010年（平成22年）
  - 4月 - 日本医科大学大学院棟竣工。
  - 9月 - 日本医科大学医学部棟竣工。
- 2015年（平成27年） - 老人病研究所を先端医学研究所に改称。
- 2017年（平成29年） - 付属病院新病院棟竣工。

## 歴代学長
| 代 | 氏名         | 就任         | 退任         |
| -- | ------------ | ------------ | ------------ |
| 1  | 中原徳太郎   | 大正15年2月  | 昭和2年11月  |
| 2  | 小此木信六郎 | 昭和2年11月  | 昭和3年1月   |
| 3  | 塩田廣重     | 昭和3年1月   | 昭和35年1月  |
| 4  | 河野勝齋     | 昭和35年2月  | 昭和37年9月  |
| 5  | 石川正臣     | 昭和37年10月 | 昭和49年3月  |
| 6  | 丸山千里     | 昭和49年4月  | 昭和49年9月  |
| 7  | 木村義民     | 昭和49年10月 | 昭和55年9月  |
| 8  | 木村榮一     | 昭和55年10月 | 昭和57年2月  |
| 9  | 石川正臣     | 昭和57年2月  | 昭和57年10月 |
| 10 | 乘木秀夫     | 昭和57年10月 | 昭和59年4月  |
| 11 | 常岡健二     | 昭和59年5月  | 昭和61年9月  |
| 12 | 菊地吾郎     | 昭和61年10月 | 平成4年9月   |
| 13 | 庄司佑       | 平成4年10月  | 平成7年9月   |
| 14 | 早川弘一     | 平成7年10月  | 平成12年9月  |
| 15 | 淺野伍朗     | 平成12年10月 | 平成15年9月  |
| 16 | 荒木勤       | 平成15年10月 | 平成20年9月  |
| 17 | 田尻孝       | 平成20年10月 | 平成27年9月  |
| 18 | 弦間昭彦     | 平成27年10月 | （現職）     |

## 組織

### 学部
- 医学部
  - 医学科 - 学士（医学）

### 大学院
- 医学研究科
  - 医学専攻 - 博士（医学）

## 施設
- 同窓会館橘桜会館

### 校舎

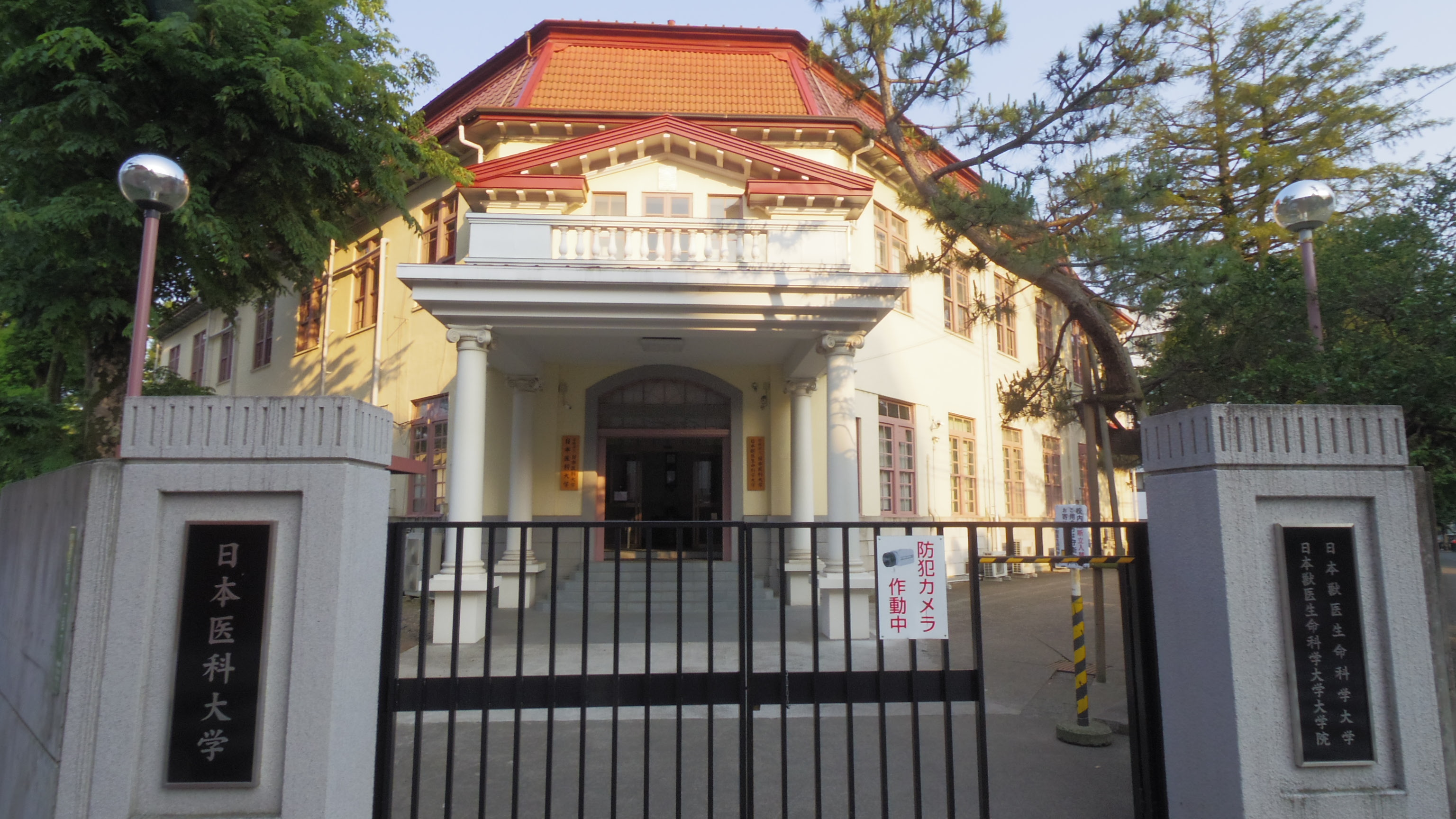
武蔵境キャンパス正門

- 千駄木キャンパス：東京都文京区千駄木1丁目1番5号
- 武蔵境キャンパス：東京都武蔵野市境南町1丁目7番1号 　※日本獣医生命科学大学と同じ敷地
- 千葉北総キャンパス：千葉県印西市鎌苅1715

### 系列・附属施設
教育機関
- 日本獣医生命科学大学：武蔵野市。中央線の武蔵境駅下車。
- 日本医科大学看護専門学校

医療機関
- 日本医科大学付属病院：文京区千駄木にある。東京メトロの東大前駅・根津駅・千駄木駅下車。
- 日本医科大学武蔵小杉病院：川崎市中原区。東急東横線の新丸子駅・武蔵小杉駅下車。
- 日本医科大学多摩永山病院：多摩市。京王永山駅・小田急永山駅下車。
- 日本医科大学千葉北総病院：千葉ニュータウンの印旛日本医大駅下車。千葉県印西市。
- 日本医科大学健診医療センター：文京区千駄木にある。東京メトロの東大前駅・本駒込駅・千駄木駅下車。
- 日本医科大学呼吸ケアクリニック：千代田区九段南にある。東京メトロの市ケ谷駅下車。

研究施設
- 先端医学研究所
- ワクチン療法研究施設

合宿施設
- 日医大マリンハウス：神奈川県鎌倉市坂の下31-14
- 牧心セミナーハウス：山梨県南都留郡富士河口湖町富士ヶ嶺831
- 富士セミナーハウス：山梨県南都留郡富士河口湖町富士ヶ嶺799（日本獣医生命科学大学付設）

## その他
- 東京医科大学 - 1916年（大正5年）に前身の日本医学専門学校から分離独立（分裂）、以来系列関係にはない。
- 東京女子医科大学 - 卒業生吉岡弥生が1900年（明治33年）に創立した東京女醫學校から発展したが、系列関係にはない。
- 東京理科大学 - 2009年12月、連携協力に関する協定を締結[5]。
- 中央大学 - 2010年3月、連携協力に関する協定を締結
- 東京電機大学 - 2010年12月、連携協力に関する協定を締結
- 郁文館夢学園 - 2019年3月6日、「高大接続連携に関する協定書」締結[6]。
- 洗足学園高等学校 - 2019年6月7日、「高大接続連携に関する協定書」締結[7]。
- 早稲田大学高等学院 - 2020年9月25日、「高大接続連携に関する協定書」締結[8]。
- 早稲田大学本庄高等学院 - 2020年9月25日、「高大接続連携に関する協定書」締結[9]。
- 早稲田大学系属早稲田実業学校高等部 - 2020年9月25日、「高大接続連携に関する協定書」締結[10]。
- 丸山ワクチン - 丸山千里博士による皮膚結核、肺結核、ハンセン病に対する特効薬、あるいは悪性腫瘍に対する有償治験薬。後者として有名。後者の丸山ワクチン（SSM）は、1972年以来、ゼリア新薬工業による協力のもと、日本医科大学付属病院ワクチン療法研究施設から全国・世界の医師・患者たちに供給され続けている。

## 大学関係者と組織

### 大学関係者一覧
- 日本医科大学の人物一覧